# Ерос и Психа
Ерос и Психа, по римској митологији Амор (Купидон) и Психа, важе за једну од најлепших љубавних прича света, попут Ромеа и Јулије или Тристана и Исолде. У старија времена доста популарна у новије време често, нажалост, заборављена, а многи је и не познају.

## Лепа, али усамљена Психа
Прича казује да су у једном граду живели краљ и краљица и да су имали три ћерке. Док су две старије нашле мужеве из краљевских домова, најмлађа, чија се лепота није могла исказати речима, остала је неудата. Са свих страна стизали су људи да јој се диве, па се ускоро светом пронео глас да је рођена нова Афродита - Венера.

## Афродитино проклетство
Нико више није одавао почаст правој Афродити, њена светилишта су запустела, а прекомерно дивљење једној смртници прелило је чашу и изазвало страшан гнев богиње. Она, Афродита, небесна, мати природе, држитељка васионе, богиња љубави и све лепоте, да дели почаст и дивљење са једном смртницом? Да ли је Парис њој забадава признао награду лепоте због које је вођен тројански рат? Немогуће! Хулитељка морала је да се казни. Да би се осветила, Афродита је позвала свог сина Ероса, бога заљубљености, којег је родила са богом рата, и заклела га да пронађе најгорег и најнедостојнијег човека и да у срцу прелепе Психе распламса луду љубав према њему. Ерос се заљубио у прелепу али усамљену Психу, што Афродита није знала. 
"Рани девојку са најжешћом љубављу к најнижем човеку од човека, коме је судбина покрала сву част, имање и здравље, оним који је толико одбачен да се на целој земљи нема наћи једнак њему у беди!" Тако је говорила богиња, и тако је требало да се деси.

## Психина свадба
У међувремену Психини родитељи били су очајни, јер је ниједан од смртника није запросио. Док су њене сестре живеле у срећном браку, Психа је мрзела своју лепоту и оплакивала сопствену судбину. Ништа није марила што су јој се људи дивили, била је усамљена. Отац несрећне девојке, претпоставивши да његову кћер мрзе богови, затражио је савет од пророчишта у граду Милету. Аполон, бог светлости, уметности и знања, наложио је да се девојка опреми за свадбу и одведе на стену високе планине. Такође, рекао му је да за зета не очекује смртника, већ страшно чудовиште. Када је освануо дан Психиног венчања, тужна поворка кренула је пут планине. Родитељи су је оставили на ћувику, а сватовске буктиње угашене су сузама.

## Психа у двору Ероса
Док је Психа дрхтала од страха, благи дах западног ветра, Зефира, нежно ју је пренео преко планинских врлети у долину пуну цвећа. Психа је заспала на постељи од меке росне траве, а када се пробудила, пред собом је угледала предивни рај, а на зеленој обали једног кристалног студенца једну палату, са стубовима и зидовима од сребра и злата, са мозаицима од драгих камења - чаробњак или бог могао је створити такву дивоту. Свуда превелико богатство где је око погледало, а нигде брава, ни чувара, па ни капија. Палата је била пуста, мислила је Психа, све док тихи гласови нису проговорили: 
"Како можеш, о владарко, дуго и са чуђењем да посматраш ове дивоте, кад су твоје? Иди у спаваћу салу, одмори се или се купај! Свака угодност и трпеза чекају једино твоју жељу." Тако су говорили невидљиви духови. 
Када је пало вече, легла је у постељу и осетила присуство невидљивог супруга, који је ишчезао пре сунчевог изласка, тако да га никад није видела. Дању би била сама у предивној палати и са невидљивим духовима који би са њом разговарали.

## Завист Психиних сестара
Психини родитељи и сестре туговали су, а временом и она је почела да пати за својима, те је једне ноћи изнудила од свог мужа да јој доведе сестрице у посету. Невидљиви супруг изашао је у сусрет њеним жељама, под условом да се не поведе за кобним саветима својих сестара и да се не распитује о лику свог мужа. У противном следила би казна да га никада више после тога неће видети, јер смртницима није било дозвољено да гледају богове. 
"Вољена Психо, моја слатка жено! Једна судбина од душмана прети ти велику опасност. Али држи се мог упозорења, и њој је предупређено“, говорио јој је супруг.
Зефир је довео сестре, којима се због свега што су виделе у срцима родила завист. Психа им није ништа рекла, али сестре нису мировале, јер су по сваку цену желеле да јој униште срећу. Ускоро им се за то пружила прилика. Наиме, будући у благословеном стању, Психа је поверовала причама својих злих и завидних сестара да ће родити чудовиште из везе са змајем. Штавише, оне су читаву причу нафиловале тиме да ће њу и дете страшни змај прождрати одмах по рођењу. Савет је гласио да у постељу понесе уљану светиљку и нож, како би се уверила у страхоту свог мужа и одмах потом га усмртила.

## Психа открива Ероса
Поверовавши у приче, Психа је пре починка понела са собом лампу, и угледавши лик супруга схватила да крај ње лежи најдивније биће, сам Ерос. Заљубивши се у том тренутку бесмртно Психа није приметила, како су из светиљке пале пар капи врелог уља на Еросово тело. Ерос се пренуо из сна, и кад је схватио да је његова жена погазила реч решио је да је напусти. Са болним лицем полети. Психа скочи и ухвати се за њега, све док је не ода снага и она падне. Ерос то није могао више да гледа и слети говорећи:
"Гле, шта си урадила. Ја сам наредбу моје мајке ставио назад и уместо тебе да по њеној вољи вежем за најнижег од човека, ја сам постао твој љубавник. И још горе! Ја красни стрелац себе сам погодио својом стрелом и тебе учинио својом женом. И то све да би мислила како сам чудовиште и ножем да ми одсечеш главу, из које те ове очи овако љубазно гледају? Колико сам те пута упозорио? Твоје одличне саветодаваоце (сестре) имају одмах да ми испаштају за њихову срамну наставу. Тебе али нека казни моје проклетство!" Рече и нестане.

## Напуштена Психа
Психа је пала у највеће очајање које се може замислити. Тада су почела Психина лутања која су се после много перипетија ипак срећно завршила, па стога овај мит има алегоријско значење лутања људске душе, која преко патњи и искушења долази до највиших сфера и постаје бесмртна.
У њеном очајању скочила је прво у реку да се убије, ова је али прими нежно и однесе на цвећарну обалу. Тамо је седео стари, козоногати и длакави Пан, бог чобана и животиња. Овај, у све добро упућен, позвао је несрећницу себи. Тешио је и позвао је на стрпљење. Све ће доћи у ред.
Психа је напустила долину и дошла у град где су јој живеле сестре. Испричала им је све што се десило, али са измењеним крајем. По њему је Ерос задње рекао да њене сестре заузму њено место. Сестре нису дуго чекале и одмах су кренуле к стени високе планине. Стигавши на врх планине чуше Ероса да их зове. У вери да ће их западни ветар Зефир прихватити, скочиле су са планине и погинуле. Освета је била задовољена.

## Психа пред Афродитом
Док је Психа лутала по свету да нађе Ероса, Ерос је био болестан на постељи у палати своје мајке. Његово раме, где су пале вреле капи са светиљке, је болело. Један галеб је дознао, одлетео Афродити и њој све испричао. Пребацио јој је како у свету владају разврат и порок, док она ужива у купању а син јој, Ерос, проводи време са неком конкубином. Тако је говорио галеб и оцрњивао Ероса код његове мајке. Кад је Афродита сазнала да је Психа та наводна конкубина, лепотица је буквално експлодирала.
Појурила је дому где је нашла сина у описаном стању, рањеног од љубави. Сав свој гнев бацила је на њега, назвала га непослушним лењивцем. Толико је била љута да је у помоћ позвала њену стару непријатељицу, Уздржаност. Да Уздржаност прими њеног сина, да га кара, испразни његов тоболац, отупи стреле и пресече жилу на његовом луку. У међувремену Афродита је размишљала како да се освети Психи. Кренула је у потрагу за њом. Хермес или Меркур, бог вести, објавио је свуда по свету да ће привући сву казну богова онај који помогне Психи, супротно ко би ухватио и предао Психу добио би велику награду. Психа је тражила спас код других богова, али ови, плашећи се љутине Афродите, нису хтели да је приме. Није више могла да трпи и одлучила је да се преда Афродити и њеном гневу. Пре него што је стигла до храма љубави ухватиле су је мушкарчине, беземљаши, који су је тукли и мучили и за косу вукући предали је Афродити.

## Афродитина освета
Након што се једно време иживљавала над Психом, те се смирила, Афродита је Психи задала три немогућа задатка. Као прво, требало је да расподели гомилу јечма, пшенице, просе, мака, грашка и пасуља. Уз помоћ мрава који су се сажалили њом, Психа је успела први задатак. Мада је Афродита била сигурна да Психа није успела без помоћи, шта је могла да учини?
Друго, Психа је требало да донесе пахуљицу крзна од оваца златног руна (види Јасон и Аргонаути), што нису успевали ни највећи јунаци. Психа је била разочарана, хтела је да се баци у реку. Ова је али опоменула и дала савет. Овце златног руна су дани зловољне и убијају сваког смртника који им се приближава, али увече су уморне. Када крену к реци да поју, на жбуњу остане понешто крзна. То крзно Психа да скупи и однесе Афродити. Психа је успела и други задатак, на незадовољство Афродите.
Треће, Афродита је затражила да јој Психа донесе воду из реке Стикса, која тече у подземљу и коју чува змај, да ни сами богови нису смели да приступе том извору. Психа је опет пала у очајање. Овога пута помогао јој је орао врховног бога Зевса или Јупитера. Једном је Ерос помогао Зевсу, сад му се Зевс реванширао а да Ерос није ни знао. И тако је Психа испунила и трећи задатак.

## Психа у царству смрти
Али Афродитин гнев нимало се није смирио. Имала је још једну „молбу“. Замолила је Психу да сиђе у ад, у царство мртвих, код Просерпине или Персефоне, супруге бога мртвих, и донесе кутију лепоте која је Афродити била потребна да наводно излечи рањеног Ероса. Један опакан план Афродите, што мало наивна Психа није знала. Психа је одмах пристала, и уз добронамерне савете сишла је у ад, примила кутију и поново напустила царство мртвих. 
Али из чежње к мужу и радозналости Психа је отворила кутију Просерпине и одмах пала као мртва.

## Ерос буди Психу
У међувремену Ерос се опоравио и успео да побегне из притвора који му је наместила мајка. Доспео је до Психе коју је даље волео, протерао њен сан и уз пољубац пробудио је своју драгу.

## Еросова и Психина свадба
Психа је кренула к Афродити, Ерос к Зевсу. Врховни бог није могао да се одбрани Еросовог шарма. Као казну за непристојно понашање његове мајке, али и због сопствених будалаштина и шала и да им једном буде крај (и сам Зевс био је више пута жртва Еросових стрела), Ерос је морао да се жени. Али за помиловање, Психа је била изабрана да веже необузданог Ероса. Пред сабором богова Ерос и Психа су венчани. Психа је добила бесмртност и примљена на небеса.
Дете које је Психа носила под срцем беше девојчица. У језицима смртника добила је име Хедона или Волуптас, што значи весеље и задовољство, али и наслада или сладострашће.